# Chevrolet
Chevrolet (conhecida também pela abreviação "Chevy") é uma fabricante de veículos motorizados estadunidense fundada em 1911 por Louis Chevrolet e que pertence à General Motors (GM) juntamente com Cadillac, Buick e GMC, além de serem antigos proprietários das marcas Opel (1929–2017) e Vauxhall (1925–2017), voltadas para o mercado Europeu e das extintas Holden na Austrália e Pontiac.
Atualmente, fabrica no Brasil os modelos S10, Trailblazer, Tracker, Spin, Onix e Onix Plus, tendo ultrapassado a marca de 17 milhões de unidades produzidas ao longo de 96 anos no país.

## História

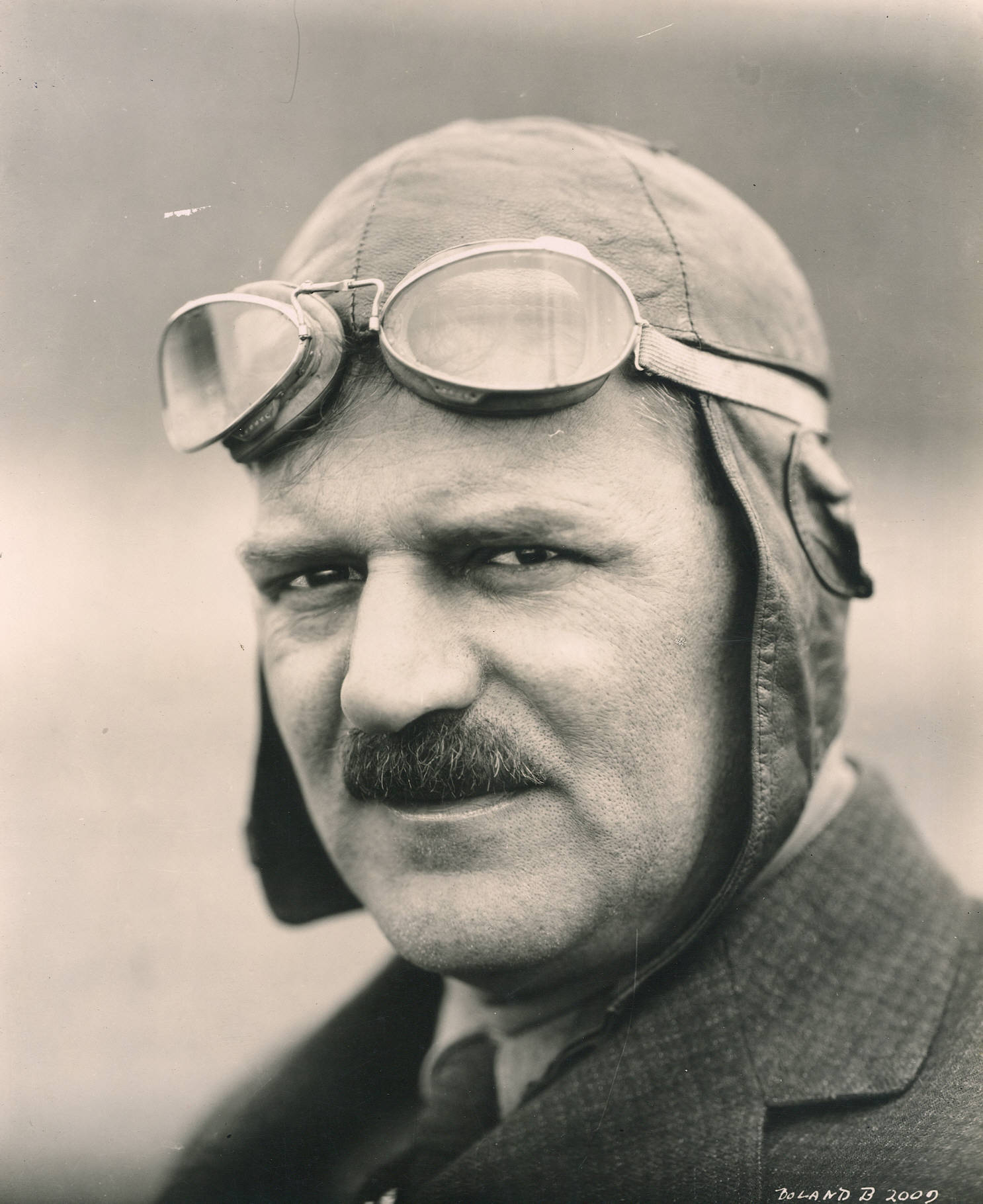
Louis Chevrolet.

Em 3 de novembro de 1911, o piloto de corridas de carro e engenheiro de automóveis, Louis Chevrolet co-fundou a Chevrolet Motor Car Company, com William C. Durant (fundador da General Motors, deposto por 5 anos) e os parceiros de investimento, William Little (fabricante do automóvel Little), Edwin R. Campbell (genro de Durant) e, em 1912, R.S. McLaughlin, do Canadá.
Durant foi afastado da gestão da General Motors (companhia que fundara em 1908), em 1910, por 5 anos. Ele assumiu o Works Flint Wagon, incorporando a Mason e empresas Little. Como chefe da Buick Motor Company, antes de fundar a GM, Durant tinha contratado Louis Chevrolet, para conduzir Buicks, em corridas promocionais. Durant planejava usar a reputação da Chevrolet como um piloto com a criação, para sua empresa, de um automóvel novo.
Trabalho de projeto foi em primeiro lugar, a Série C, o Six, foi elaborado por Etienne Planche, seguindo as instruções de Louis. O protótipo C ficou pronto, no primeiro mês, antes de a Chevrolet ser realmente incorporada.
Chevrolet usou pela primeira vez o "emblema laço de borboleta". Logo em 1913, pesquisas mais recentes do historiador Ken Kaufmann, apresenta um caso que o logotipo é baseado num logotipo para "Coalettes". Outros afirmam que o projeto era uma cruz estilizada suíça, em homenagem à terra natal dos pais de Chevrolet.
Louis Chevrolet tinha diferenças com Durant, sobre o projeto e, em 1915, vendeu a Durant a sua participação na empresa. Em 1916, a Chevrolet foi rentável o suficiente para permitir a Durant "recomprar" uma participação maioritária na General Motors. Depois de o negócio ser concluído, em 1917, Durant tornou-se presidente da General Motors, Chevrolet, e foi incorporada pela GM como uma divisão separada. Em 1917, as fábricas da Chevrolet foram localizados em Nova York e Michigan, principalmente. Em 1918, ano do modelo, a Chevrolet introduziu o modelo D, um modelo de motor V8, de quatro passageiros e os modelos roadster, de cinco passageiros, modelos "touring". Ele também iniciou a produção de uma válvula de sobrecarga na linha Six. A maioria dos carros da época tinham apenas motores de baixa compressão, cabeçote baixo. Estes carros tinham motor 2.9 "³ (2.883 cm³), 55 cv (41 kW), motores com carburadores Zenith e câmbio de três marchas.
A Chevrolet continuou, em 1920, 1930 e 1940, a competir com a Ford, e depois com a Chrysler Corporation, em 1928, quando incorporou a Plymoutyh. Ford, Chevrolet e Chrysler eram conhecidos como "as três grandes". Em 1933, a Chevrolet anunciou que, nos Estados Unidos, vendia o mais barato carro de seis cilindros à venda.

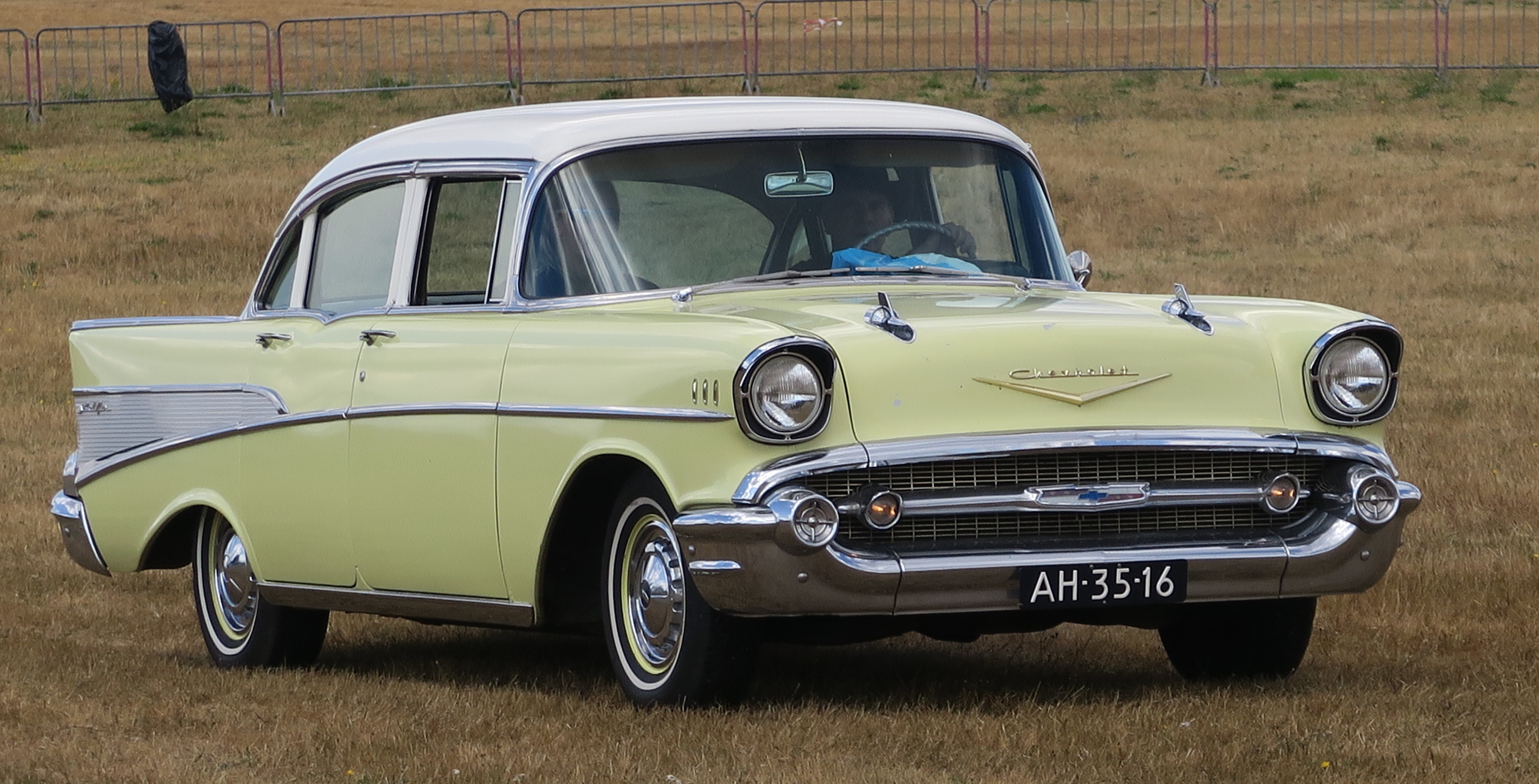
Chevrolet Bel Air 1957.

Chevrolet teve uma grande influência no mercado automóvel americano, durante os anos de 1950 e 1960. Em 1953, ele produziu o Corvette, um carro de dois lugares desportivo, com um corpo de fibra de vidro. Em 1957, a Chevrolet apresentou o seu motor de combustível injetado, em primeiro lugar, a opção "Ramjet Rochester", no Corvette e em carros de passageiros, que custava US$ 484. Em 1960, introduziu o Corvair, com um montado na parte traseira do motor refrigerado a ar. Em 1963, um em cada dez carros vendidos nos Estados Unidos era um Chevrolet.
O design básico motor V8 tem permanecido em produção contínua, desde a sua estreia, em 1955, há mais tempo do que qualquer motor produzido em massa no mundo, embora, as versões atuais partilhem poucas se algumas partes e peças intercambiáveis, com o original. As variantes do pequeno bloco básico, OHV V8, sobre a plataforma de design, em produção hoje, foram já muito modificadas, com avanços como o bloco de alumínio e cabeças, gestão eletrónica do motor e injeção de combustível sequencial. Dependendo do tipo de veículo, o V8 são construídos em diversas capacidade (ex: 4,3 a 9,4 litros) com potências (de 111.394 a 994 CV), conforme a instalação na fábrica. O projeto do motor também tem sido utilizado, ao longo dos anos, em produtos GM, construído e vendido sob as marcas Pontiac, Oldsmobile, Buick, Hummer, Opel (Alemanha), e Holden (Austrália).
Atualmente, a Chevrolet lançou o Chevrolet Volt/Opel Ampera, para adicionar a uma grande variedade de veículos, que, em 2010, incluiu um misto variado de projetos americanos, australianos, europeus e coreanos baseados de acordo com cada mercado local.
Em agosto de 2014, assinou contrato com a Confederação Brasileira de Futebol (CBF), para patrocinar a Seleção Brasileira Masculina e Feminina de Futebol.

## Chevrolet no Brasil

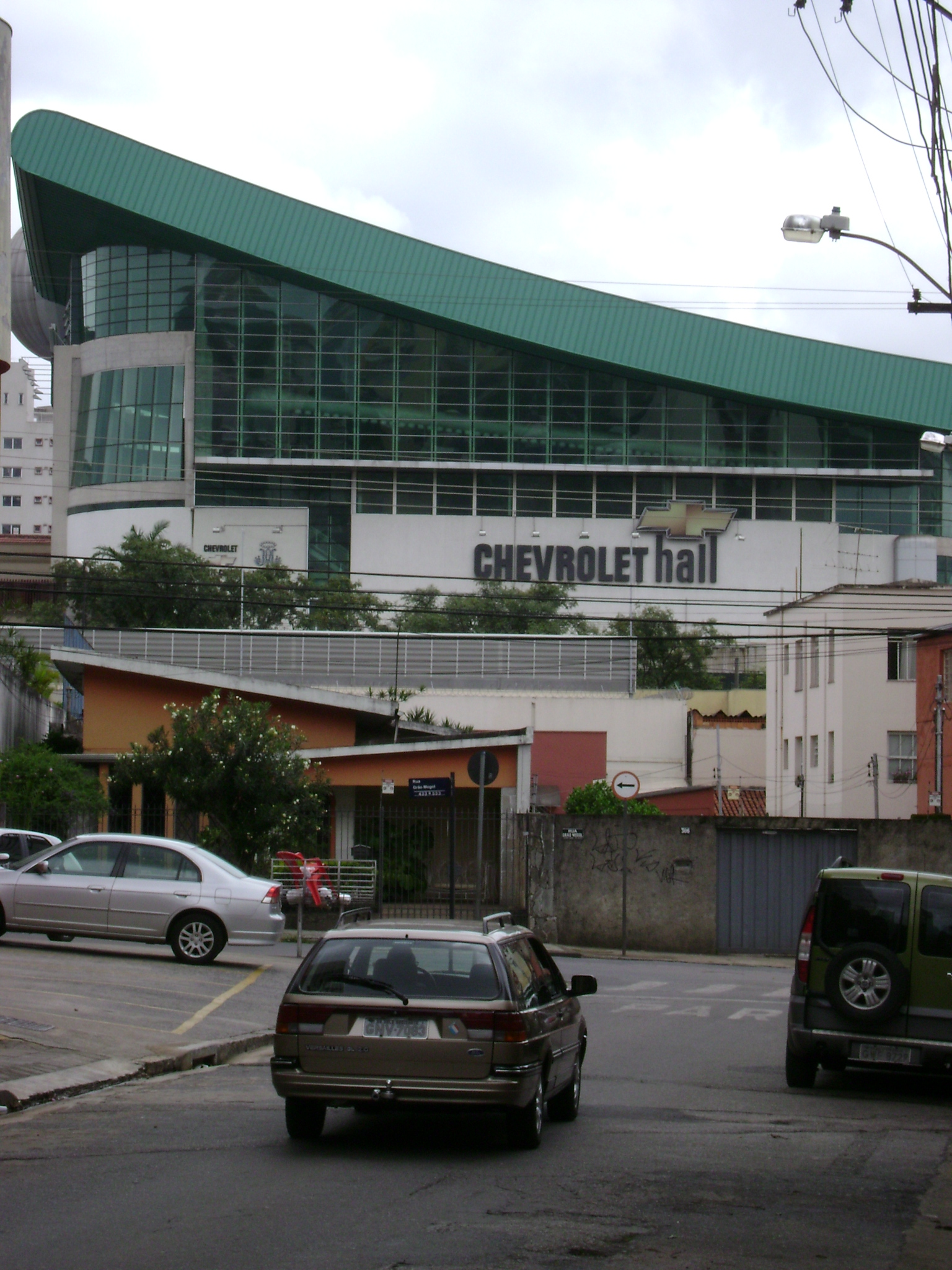
Chevrolet Hall em Belo Horizonte.

- Em 1925, é fundada a General Motors Brasil, em São Paulo.
- Em 1925, é inaugurada por Felício Vigorito na cidade de Capivari-SP a primeira concessionária Chevrolet. A Vigorito hoje além da primeira concessionária o Grupo Vigorito se tornou um dos maiores grupos de concessionárias do Brasil.
- Em 1964, é lançada a Veraneio.
- No ano de 1968, anunciou oficialmente o projeto do seu primeiro carro de passeio, o Opala.
- Em 1973, é lançado o Chevette, em 1993. O modelo sai de linha e no lugar entra o Corsa.
- Em 1982, é lançado o Monza, em 1996 o modelo é descontinuado, sendo assim, o substituto oficial nas vendas da marca no Brasil é o Vectra.
- Em 1985, foi lançada a Série 20, com as pick-up's, A20, C20 e D20, para substituir a ultrapassada Série 10, e reforçar a concorrência com a Série F da Ford.
- Em 1989, se encerra a produção da Marajó.
- Em 1989, foi feito um face-lift no modelo Veraneio juntamente com a Bonanza, para seguir o mesmo padrão da carroceria da Série 20.
- Em 1989, foi lançado o Kadett, substituto do Monza Hatch.
- Em 1990, é lançado o Ipanema, uma Station Wagon derivada do Kadett.
- Em 1992, são lançados no Brasil o Omega (para substituir o Opala) e em 1993 o Vectra (que em 1996 é substituto oficial do Monza).
- Em 1993, é lançado o Astra que era importado da Bélgica, e em 1998 o modelo é fabricado no Brasil.
- Em 1994, a Veraneio é finalmente descontinuada.
- Em 1994, lançou o Chevrolet Corsa, sendo assim, o modelo foi substituto do Chevette. O Corsa foi uma revolução entre os hatches populares no país.
- Em 1995, é lançada a linha S-10 e Blazer.
- Em 1995, encerra-se a linha Chevette com a descontinuidade da fabricação da Chevy 500.
- Em 1997, a Série 20 é descontinuada, e no lugar entra a Silverado, que logo mais também seria interrompida as suas vendas.
- Em meados de 1998 e 1999, o Brasil para de importar o Tigra e o Calibra, devido a desvalorização do real.
- Em 2000, lançou o Chevrolet Celta, para ser o carro mais barato do Brasil, e se situar abaixo do Corsa.
- Em 2001, é lançado a Zafira.
- No ano de 2004, a Chevrolet Brasil foi líder de vendas de automóveis e comerciais leves.
- Em 2005, a Chevrolet investiu na remodelação do Chevrolet Vectra, que passou a ser um sedã equivalente ao Opel Astra alemão. Além disso, a Chevrolet completou 80 anos no país.
- Em 2006, lançou uma reestilização do Celta e, em outubro do mesmo ano, a versão sedã do carro, chamada Prisma.
- Em 2014, o Greenpeace lançou um carro da Idade da Pedra, em uma paródia aos carros produzidos no Brasil. Na campanha, o Greenpeace pede à Chevrolet que produza carros mais eficientes – que emitam menos gases do efeito estufa e consumam menos combustível. Além de investimentos em pesquisa para carros elétricos.
- Chevrolet Monza: eleito o carro do ano e líder em vendas de 1984 a 1986.[21]
- Chevrolet Onix: lançado em 2013, o veículo foi por 5 anos seguidos o mais vendido do país, tornando a montadora líder de vendas.[22]

### Início da renovação da frota
A Chevrolet do Brasil renovou sua linha de produtos, lançando novos projetos como Agile, Cruze, Cobalt, Cruze Sport6, Nova S10, Sonic, Spin, Onix e TrailBlazer, a partir de um investimento de R$ 5,3 bilhões desde 2008.
- Em 2008, lançou o Captiva.
- Em outubro de 2009, lançou o Agile.
- Em 2010, lançou o Camaro com motor 6.2 V8 de 406 cvs, no Brasil.
- Em dezembro de 2011, é encerrada a produção da Blazer,no Brasil.
- Em 17 de agosto de 2011, o Astra tem sua produção encerrada no Brasil.
- Em 2011, o Corsa Sedan tem sua produção encerrada no Brasil.
- Em 28 de junho de 2011, é encerrada a produção do Vectra e do Vectra GT, no país.
- Em setembro de 2011, a Chevrolet lançou o Cruze, no Brasil, com o motor Ecotec 6 e transmissão automática de 6 velocidades.
- Em novembro de 2011, lançou o Cobalt, no Brasil.
- Em fevereiro de 2012, é lançada a nova geração da S10 com novo motor 2.8 turbodiesel e câmbio automático de 6 marchas.
- Em 2012, é lançado o Cruze Sport6 com o mesmo conjunto do Cruze.
- Em junho de 2012, foi  lançado o Sonic carrocerias hatch e sedã com inédito motor 1.6 16V Flex.
- Em julho de 2012, foi lançada a Spin, minivan de 5 a 7 lugares substituindo os modelos Meriva e Zafira.
- Em novembro de 2012, foi lançado o Onix, hatch compacto substituto do Corsa.
- Em novembro de 2012, foi lançada a TrailBlazer com o mesmo câmbio e motor turbodiesel da nova geração da S10, e um inédito motor 3.6 V6 a gasolina.
- Em dezembro de 2012, o Omega tem sua produção encerrada, o modelo foi fabricado no Brasil entre 1992 e 1998, desde então era importado da Austrália.
- Em outubro de 2013, a GM traz novamente para o Brasil o Chevrolet Tracker, totalmente reestilizado e com um visual bem moderno. O SUV está disponível nas versões LT e LTZ (top de linha).
- Até 2014, a Chevrolet lançará 18 novos modelos no mercado.
- Em 2015, o sistema OnStar é lançado no Brasil primeiro na linha 2016 do Cruze. No mesmo ano,o Onix torna-se o carro mais vendido do país por 3 meses seguidos levando a GM a liderança nas vendas no ano.
- Em 2016, os modelos Cobalt, Onix e Prisma ganharam reestilização com novas frente e traseira além do sistema OnStar e a segunda geração do sistema MyLink. O Cruze também foi reestilizado na versão sedã. A GM termina o ano como líder de vendas no Brasil.
- Em 2017, são lançadas as versões de entrada (Joy) e aventureira (Activ) do Onix. Também ocorreram reestilizações no Cruze Hatch que ganha o nome de Sport 6. S10 e Trailblazer também foram reestilizados. O Tracker, também foi reestilizado com novas frente e traseira além do MyLink 2 e OnStar. Também marca o início da vinda do Equinox, para o Mercado brasileiro.